# Damon Choice
Damon R. Choice (* 1944 oder 1945) ist ein US-amerikanischer Jazzmusiker (Vibraphon).

## Leben und Wirken
Choice wuchs im Fifth-Ward-Viertel von Houston auf, wo seine Mutter ein Café führte und wo er in seiner Jugend R&B-, Blues- und Soul-Größen wie James Brown, Ray Charles und Bobby Bland im Viertel auftreten sah. Als Schüler an der Wheatley High School hatte er auf Congas und Bongos gespielt, sich aber nicht formell mit Musik beschäftigt. Nachdem er mit seiner Familie nach San Francisco gezogen war, spielte er etwas Flöte und Saxophon, bevor dann das Vibraphon sein Hauptinstrument wurde. Ab Mitte der 1970er-Jahre spielte er im Sun Ra Arkestra, zu hören auf Alben wie Strange Celestial Road, Song of the Stargazers, Sleeping Beauty, Live from Soundscape, Vision of the Eternal Tomorrow und Dance of Innocent Passion.
Um 1980 verließ Choice das Arkestra und zog von Philadelphia nach New York, wo er mit dem Frank Lowe Sextett (Skizoke, 1981), Zusaan Kali Fasteau und mit Butch Morris arbeitete, im folgenden Jahrzehnt mit der Formation Surrender to the Air. Nach Sun Ras Tod spielte er wieder im Arkestra und wirkte an dem Album A Song for the Sun (1999) mit. In New York gründete er außerdem Vibration Industrial Park, ein Ensemble mit vier Vibraphonen und einer Rhythmusgruppe. 2009 kehrte er in seine Heimatstadt Houston zurück, wo er weiterhin der Szene experimenteller Musik verbunden blieb, mit Auftritten im  Kashmere Gardens. Im Bereich des Jazz war er laut Tom Lord zwischen 1974 und 2017 an 13 Aufnahmesessions beteiligt, zuletzt mit der Formation Free Radicals (Outside the Comfort Zone).